# Élüzem
Az élüzem 1949 és 1989 között „a felsőbb irányító szervek által meghatározott célkitűzések megvalósítása terén kimagasló termelési, gazdasági eredményt elért” vállalatok kitüntető címe volt Magyarországon. A rendszerváltáskor ez a kitüntetés megszűnt.

## A cím odaítélése
Az élüzem kitüntetést az illetékes (a vállalat felett felügyeletet gyakoroló) minisztérium és a szakszervezet együttes döntése alapján adományozták annak a vállalatnak, amely fél éven keresztül a legeredményesebben teljesítette a megállapított célkitűzéseket (ilyenek lehettek pl. tervteljesítés, tervszerűség, önköltség-csökkentés, exportterv teljesítése). A címmel pénzjutalom is járt.